# Demografia das Bahamas
As Bahamas possuem uma população de 400 mil habitantes e uma densidade demográfica de 23,27 hab./km².

## Dados demográficos
População Total: 401.060 habitantes, de acordo com a estimativa para 2017.
Crescimento Populacional: 0,925% ao ano.
Grupos Étnicos: Grande parte da população das Bahamas (cerca de 85%) é composta de afrodescentes. Descendentes de europeus, asiáticos e latino-americanos compõem 12% da população. Outros grupos étnicos somam 3%.
Religião: Cerca de 82,6 % da população é cristã, sendo que mais da metade da população (53%) é protestante, 13,5% são católicos e outros 15% são adeptos de outras correntes do cristianismo. Religiões como o judaísmo e o islamismo somam juntas 15% da população. As demais religiões, agnósticos e ateus somam 3%.
Idiomas: A língua oficial das Bahamas é o inglês, que é língua materna de 98,2% da população.
IDH: 0,805(muito alto)
Expectativa de Vida: 69,87 anos, sendo 73,49 anos para as mulheres e 66,32 anos para os homens.

## Piramide Etária
Assim como muitos países próximos, as Bahamas possuem uma grande porcentagem de jovens. A taxa de fecundidade total é de 2,0 filhos por mulher.
| Faixa Etária | % da população |
| ------------ | -------------- |
| 0-14         | 25,9%          |
| 15-64        | 67,2%          |
| 65 ou +      | 6,9%           |

## Maiores cidades
Devido a pequena população das Bahamas, não são encontrados grandes conurbações. o principal centro econômico e administrativo do país é a capital Nassau. A grande maioria das cidades das Bahamas possuem uma população muito reduzida e tem como principal atividade o turismo.